# ويليام لوبيز
ويليام لوبيز (بالإسبانية: William López)‏ (24 سبتمبر 1978 - 20 يونيو 2005) هو لاعب كرة قدم سلفادوري في مركز الهجوم. شارك مع منتخب السلفادور لكرة القدم. أما مع النوادي، فقد لعب مع نادي أليانزا ‏ وC.D. Arcense ‏ وC.D. Inca Súper Flat ‏.

## وصلات خارجية
- ويليام لوبيز على موقع قاعدة بيانات كرة القدم.إي يو (الإنجليزية)
- ويليام لوبيز على موقع قاعدة بيانات كرة القدم.إي يو (الإنجليزية)